# Nathan Brackett
Nathan Brackett – starszy redaktor magazynu muzycznego „Rolling Stone”.
Brackett dorastał w małym miasteczku na północ od Bostonu. Ukończył studia na Uniwersytecie Wisconsin w Madison, a w 1997 rozpoczął pracę w „Rolling Stone” jako krytyk muzyczny. Sześć miesięcy później stał się jednym z redaktorów sekcji recenzji W 1998 zastąpił Davida Fricke’a na stanowisku redaktora muzycznego.